# Шелест, Иван Лукич
Иван Лукич Шелест — советский хозяйственный, государственный и политический деятель, Герой Социалистического Труда.

## Биография
Родился в 1918 году в селе Вязовка. Член КПСС.
В 1937—1983 гг. — агроном в местном колхозе, участник Великой Отечественной войны, командир роты бронетранспортеров 95-го отдельного мотоциклетного ордена Красной Звезды батальона 6-го гвардейского механического корпуса 4-й гвардейской танковой армии 1-го Украинского фронта, секретарь Новомосковского райкома партии, директор совхоза имени Петровского в селе Зоряное Межевского района Днепропетровской области
Указом Президиума Верховного Совета СССР от 22 марта 1966 года присвоено звание Героя Социалистического Труда с вручением ордена Ленина и золотой медали «Серп и Молот».
Делегат XXIII съезда КПСС.
Умер в Днепропетровске в 1996 году.